# Sainte-Thérèse (La Réunion)
Pour les articles homonymes, voir Sainte-Thérèse (homonymie).

Sainte-Thérèse est un lieu-dit de l'île de La Réunion, département d'outre-mer français dans le sud-ouest de l'océan Indien. Il constitue un quartier de la commune de La Possession.